# Upogebia pseudochelata
Upogebia pseudochelata is een tienpotigensoort uit de familie van de Upogebiidae. De wetenschappelijke naam van de soort is voor het eerst geldig gepubliceerd in 1921 door Tattersall.